# Вестрис, Огюст
Мари́ Жан Огюст Вестри́с (фр. Marie Jean Augustin Vestris, 27 марта 1760, Париж — 5 декабря 1842, там же) — французский хореограф и танцовщик.

## Жизнь и творчество
Огюст был внебрачным сыном Гаэтано Вестриса и танцовщицы Мари Аллар.
Дебютировал на сцене в 12-летнем возрасте в дивертисменте «La Cinquantaine» (1772). В 1776 году он уже становится танцором соло, в 1778 году — Primo ballerino. За свою необыкновенную технику исполнения был назван богом танца. В 1785 году гастролирует в Англии, танцует гавот в комической опере Андре Гретри Panurge dans l'île des lanternes (1785), ставший классикой балета и подробно затем описанный Фридрихом А. Цорном в его Грамматике танцевального искусства (Grammatik der Tanzkunst, 1887).
Во время Великой Французской революции артист бежит в Лондон, где остаётся до 1793 года. Вернувшись затем в Париж, Вестрис вынужден конкурировать с танцором Луи Дюпором. Ещё в 1835 году, в возрасте 75 лет, артист танцует на сцене (менуэты вместе с Мари Тальони). После окончательного ухода из театра О. Вестрис преподаёт танец и становится учителем таких замечательных мастеров, как Мариус Петипа, Люсьен Петипа, Жюль Перро, Мария Тальони, Фанни Эльслер и др.
Сын Огюста, Арман Вестрис, также был известным танцором.